# فرانسوا ليبرون
ولد فرنسوا ليبرون في 19 نوفمبر سنة في 1923 سيدان وتوفي في 2 ديسمبر سنة 2013 في تولوز هو مؤرخ فرنسي معاصر أستاذ التاريخ المعاصر في جامعة رين 2 أوت بريتان، فرنسوا ليبرون اختصاصي في أنجو العصر الحديث (منطقة تاريخ وثقافة فرنسية للمحافظة السابقة التي تحمل نفس الاسم وعاصمتها انجيه.) منذ نهاية عام 1989 وهو عضو في هيئة تحرير مجلة شهرية، التاريخ. هو مؤلف كتب التاريخ والجغرافيا الكتب المدرسية لطلاب مدارس الثانوية ومدير مجموعة للكتب المدرسية.